# Ferdinand Friedrich Zimmermann
Ferdinand Friedrich Zimmermann (Pseudonym: Ferdinand Fried; * 14. August 1898 in Bad Freienwalde (Oder); † 11. Juli 1967) war ein deutscher Journalist und Publizist.
Bekannt wurde er vor allem als Autor des Tat-Kreises, NS-Funktionär und Verfasser der antisemitischen Hetzschrift Der Aufstieg der Juden sowie als Wirtschaftsjournalist im Nachkriegsdeutschland.

## Leben und Wirken

### Herkunft und Ausbildung
Zimmermann wurde nach dem frühen Tod seines Vaters auf Kosten eines jüdischen Bankiers erzogen. Nach der Teilnahme am Ersten Weltkrieg und einem kurzen sozialistischen Engagement studierte er von 1919 bis 1923 Nationalökonomie und Philosophie an der Friedrich-Wilhelms-Universität Berlin. Zu seinen Lehrern dort gehörten unter anderem Werner Sombart und Max Sering.

### 1923 bis 1933
Nach der Beendigung seines Studiums kam er 1923 als Journalist zum Berliner Ullstein Verlag. Für die Berliner Morgenpost nahm er bald die Stellung eines Wirtschaftsredakteurs ein, die er bis 1932 beibehielt. Darüber hinaus schrieb er auch wirtschaftspolitische Artikel in der BZ und in der Vossischen Zeitung. Als Journalist blieb Zimmermann lange Zeit weithin unbekannt. In den Fokus der öffentlichen Aufmerksamkeit rückte er erst, als er ab 1929 Wirtschaftsanalysen in der von seinem ehemaligen Ullstein-Kollegen Hans Zehrer herausgegebenen Monatsschrift Die Tat zu veröffentlichen begann.
Zimmermanns Antiliberalismus traf sich in konsequenter Ergänzung mit Zehrers nationalem Sozialismus. Kurt von Schleicher vermutete intern sogar, dass Zehrer in geistige Abhängigkeit von Zimmermann geraten sei.
Zimmermanns wiederholtes Lösungsangebot für die wirtschaftliche Krise der Weimarer Republik seit 1929, eine konsequente Autarkie-Politik, setzte ihn scharfer sozialistischer Kritik aus, die darin nur eine Aufwärmung des Merkantilgedankens sah und keine Lösung der deutschen Zahlungsverpflichtungen. Seine Vorstellungen (Autarkiegedanke, Beschwörung der Krise, Befürwortung des Zusammenbruch des Weimarer Systems) brachten Zimmermann in die Nähe der nationalen Rechten. Bernhard Citron meinte im Mai 1932 in einem in der Weltbühne veröffentlichten Artikel, in Zimmermann „den besten geistigen Interpreten des Nationalsozialismus […]“ erkennen zu können – „auch auf die Gefahr hin, dass er [Zimmermann] oder die Nationalsozialisten eine solche Seelenverwandtschaft abstreiten.“

### 1933 bis 1945
Nach der Machtübergabe an die Nationalsozialisten 1933 wurde er Hauptschriftleiter der Täglichen Rundschau und kurz darauf bei den Münchner Neueste Nachrichten.
In einem 1934 verfassten Lebenslauf gab Zimmermann an, seit 1930 Verbindung und ständige Fühlung mit verschiedenen Kreisen und Persönlichkeiten der NSDAP unterhalten zu haben, „seit Sommer 1932“ zudem „ständige Verbindung mit dem Reichsführer SS Himmler, besonders auch während der Kanzlerschaft Schleicher“. An gleicher Stelle gab er an, in Zusammenarbeit mit Joseph Goebbels, Richard Walther Darré und Reinhard Heydrich zu stehen.
In den Stab Darrés war Zimmermann 1933 auf besondere Anordnung Himmlers gesetzt worden, wo er sich im Reichsnährstand dabei hervortat, Material gegen Darrés Rivalen Hjalmar Schacht zu sammeln, das er auch der SS zur Verfügung stellte.
Am 1. März 1934 wurde er Stabsleiter des Staatssekretärs Herbert Backe. Am 2. September 1934 wurde Zimmermann durch Himmler persönlich in die SS aufgenommen (SS-Nummer 250.086), zum Obersturmführer ernannt und in das Rasse- und Siedlungshauptamt der SS versetzt.
In seinem Buch Die Zukunft des Außenhandels (Diederichs, Jena 1934) erklärte Zimmermann die nationalsozialistische Außenhandelspolitik als Konsequenz einer dem Staat die totale Kontrolle über alle Wirtschaftsgebiete zuweisenden Weltanschauung und berief sich dabei auf den „geschlossenen Handelsstaat“ Johann Gottlieb Fichtes, den er als „ersten Künder einer nationalsozialistischen Gedankenwelt“ bezeichnete.
Im November 1936 wurde Zimmermann SS-Sturmbannführer und publizierte im Blut und Boden Verlag Goslar das antisemitische Buch: Der Aufstieg der Juden. Später trat er der NSDAP bei und erhielt die Mitgliedsnummer 7.791.382. Auch als Lebensborn-Mitglied vertrat er antisemitische Positionen.
Ab 1938 dozierte Zimmermann an der Karl-Ferdinands-Universität in Prag, wo er als Honorarprofessor bis 1945 tätig blieb.

### 1945 bis 1967
Er schrieb von 1948 bis 1953 für das kirchliche Deutsche Allgemeine Sonntagsblatt in Hamburg und gab zusammen mit August Haußleiter die Wochenzeitschrift der 1949 gegründeten Deutschen Union Die deutsche Wirklichkeit (DW) heraus, bevor er leitender Wirtschaftsredakteur der Zeitung Die Welt wurde, für die er von 1953 bis 1967 tätig war. Die Kirchennähe teilte er mit seinem Freund Wirsing, der bei Christ und Welt führend arbeitete.
Nach dem Zweiten Weltkrieg wurden in der Sowjetischen Besatzungszone mehrere von Zimmermanns Schriften auf die Liste der auszusondernden Literatur gesetzt.
Bundespräsident Heinrich Lübke telegrafierte nach Zimmermanns Tod: „Seine wirtschaftspolitischen Analysen werden auch künftig, was den Stil und was die prägnante Aussage anbetrifft, Beispiele für guten Journalismus bleiben.“ Die Welt selbst erklärte in ihrem Nachruf: „Er hat viele Gegner gehabt – Böses kann er nie getan haben.“

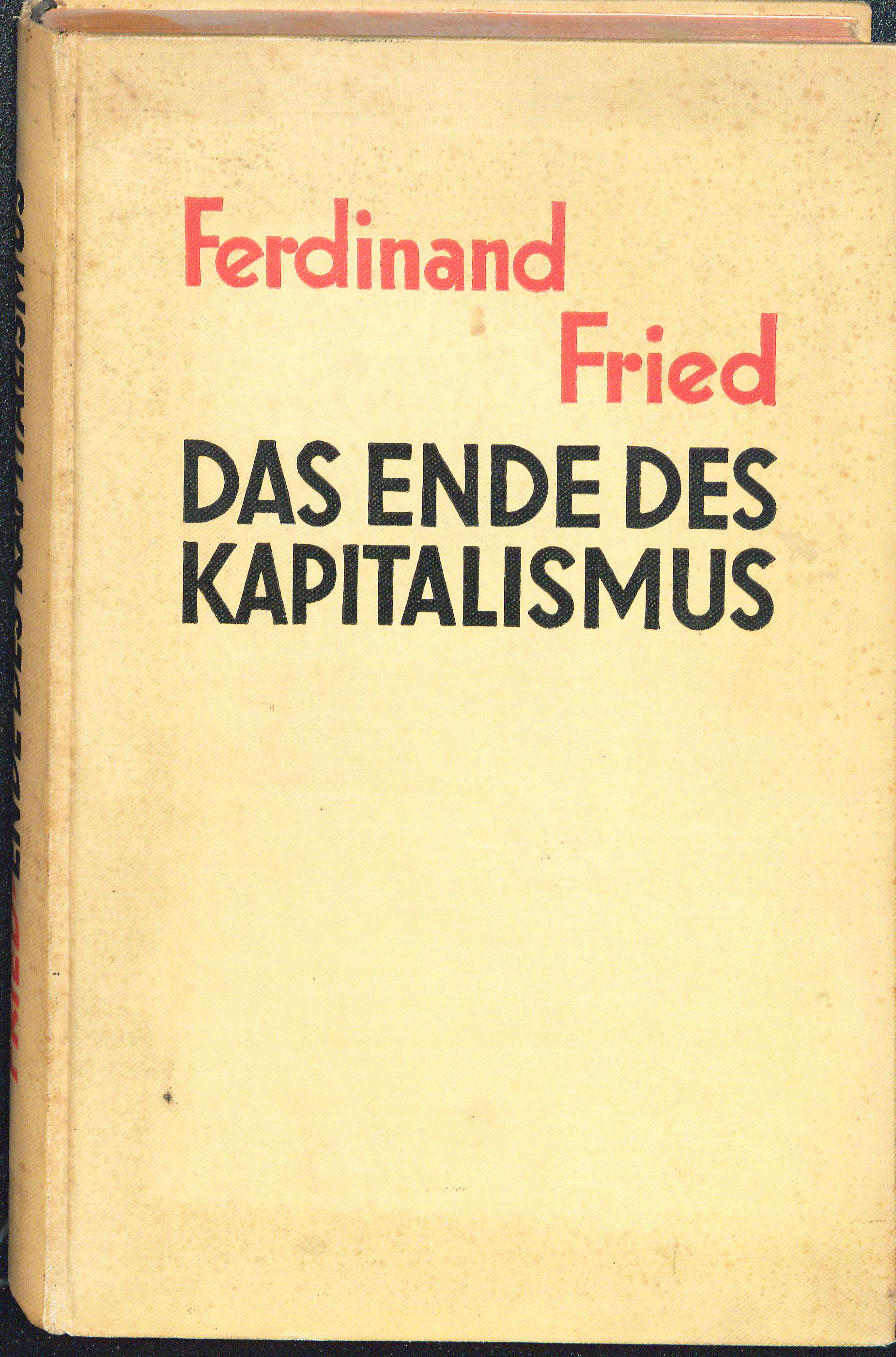
Das Ende des Kapitalismus (1931)

## Schriften (Auswahl)
- Das Ende des Kapitalismus. Jena 1931.
- Bauer und Bankier. Die Sinnbilder der Wirtschaftsgesinnung. In: Odal. Monatsschrift für Blut und Boden, Jg. 2, Heft 10, April 1934, S. 729–736.
- Der Kampf um den gerechten Preis. In: Odal. Monatsschrift für Blut und Boden, Jg. 2, Heft 12, Juni 1934, S. 868–881.
- Gesunder Wettbewerb. In: Odal. Monatsschrift für Blut und Boden, Jg. 3, 1934, Heft 1, S. 18–27.
- Die Wende der Weltwirtschaft. Goldmann, Leipzig 1937.
- Latifundien vernichteten Rom! Eine Studie der römischen Agrarverhältnisse und ihrer Auswirkungen auf Volk u. Staat. Verlag Blut und Boden, Goslar 1938.
- Der Aufstieg der Juden. Verlag Blut u. Boden, Goslar 1937.
- Die soziale Revolution: Verwandlung von Wirtschaft und Gesellschaft. Goldmann, Leipzig 1942.
- Der Umsturz der Gesellschaft. Union, Stuttgart 1950.
- Wandlungen der Weltwirtschaft. Goldmann, München 1950.
- Abenteuer des Abendlandes. Diederichs, Düsseldorf 1951.

Persönliche Papiere werden im Bundesarchiv Koblenz (unter N 1208) verwahrt.